# Représentation triviale
 (mai 2025).
En mathématiques, dans le domaine de la théorie des représentations, une représentation triviale est une représentation (V, φ) d'un groupe G sur lequel tous les éléments de G agissent comme l'application identité de V. Une représentation triviale d'une algèbre associative ou d'une algèbre de Lie est une représentation d'algèbre (de Lie) pour laquelle tous les éléments de l'algèbre agissent comme l'application linéaire nulle (l'endomorphisme nul), qui envoie chaque élément de V sur le vecteur nul.
Tout groupe et toute algèbre de Lie admet donc une représentation triviale irréductible sur tout corps. Elle est de dimension un, donc unique à isomorphisme près. C'est celle que l'on appelle souvent la représentation triviale. Il en va de même pour les algèbres associatives, à moins que l'on ne se limite aux algèbres unitaires et aux représentations unitaires.
Bien que la représentation triviale semble de peu d'intérêt, elle est un objet fondamental de la théorie. Par exemple, dire qu'une sous-représentation est isomorphe à une représentation triviale, c'est dire qu'elle est constituée de vecteurs invariants ; ainsi, l'étude de telles sous-représentations est tout le sujet de la théorie des invariants. Par ailleurs, l'espace des opérateurs d'entrelacement entre deux représentations V et W sur un corps K n'est autre que la sous-représentation triviale de la représentation {\displaystyle \operatorname {Hom} _{K}(V,W)}.
Le caractère trivial d'un groupe est le caractère qui prend la valeur 1 pour tous les éléments du groupe.